# Rotschwanz-Spitzhörnchen
Das Rotschwanz-Spitzhörnchen (Tupaia splendidula) kommt mit fünf Unterarten auf Borneo und einigen kleineren indonesischen Inseln vor. Die Nominatform (Tupaia splendidula splendidula) lebt im indonesischen, mittleren und südlichen Borneo, T. splendidula carimatae kommt auf Karimata unweit der Westküste von Borneo vor, T. splendidula lucida lebt auf Pulau Laut einer der Natuna-Inseln, T. splendidula natunae kommt auf Natuna Besar vor, die ebenfalls zu den Natuna-Inseln gehört und T. splendidula riabus ist auf Kiabu einer der Anambasinseln endemisch.

## Merkmale
Das Rotschwanz-Spitzhörnchen erreicht eine Kopf-Rumpf-Länge von 15 bis 17,5 cm, hat einen 12 bis 15 cm langen Schwanz und 40 bis 43 mm lange Hinterfüße. Das Gewicht der Tiere liegt zwischen 110 und 150 g. Auf Borneo sind die Tiere dunkel rotbraun und werden von vorn nach hinten zunehmend dunkler. Der für viele Spitzhörnchenarten charakteristische helle Streifen auf den Schultern ist vorhanden. T. splendidula carimatae und T. splendidula natunae sind leuchtend rot gefärbt mit dunklen Füßen und einer bräunlichen Bauchseite. Kopf und Gesicht sind bei den meisten Unterarten variabel gefärbt, oft hell rötlich mit Einsprengseln von grauen oder bräunlichen Haaren.

## Lebensweise

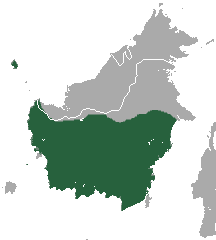
Das Verbreitungsgebiet auf Borneo

Das Rotschwanz-Spitzhörnchen kommt wahrscheinlich nur im Tiefland von Borneo in Primär- und Sekundärwäldern sowie im Südosten der Insel in den Torfmoorwälder von Borneo vor. Über ihre Ernährung, ihre Aktivitätsmuster, ihr Territorial- und Fortpflanzungsverhalten gibt es bisher keine Erkenntnisse.

## Gefährdung
Der Bestand des Rotschwanz-Spitzhörnchens wird von der IUCN als ungefährdet eingeschätzt.